# Максумов, Акбар Нусратуллаевич
Акбар Нусратуллаевич Максумов (тадж. Акбар Нусратуллоевич Махсумов; 2 мая 1928, Коканд, Узбекская ССР, СССР — 20 сентября 2001, Душанбе, Таджикистан) — советский и таджикский учёный, общественный и государственный деятель, специалист в области земледелия, растениеводства, член-корреспондент, член Президиума АН Таджикской ССР, Главный учёный секретарь Президиума АН Таджикской ССР (1962), доктор сельскохозяйственных наук (1965), министр сельского хозяйства Таджикской ССР (1965—1967), академик АН Таджикской ССР (1968), Вице-президент АН Таджикской ССР (1971—1975), зам. председателя Совета Министров Таджикской ССР (1975—1986), первый зам. председателя Совета Министров Таджикской ССР, одновременно председатель Государственного агропромышленного комитета Таджикской ССР (1986—1988), директор Ордена Трудового Красного Знамени Института ботаники АН Таджикской ССР (1988—1991), академик ВАСХНИЛ (1991), иностранный член РАСХН (1992), советник Президиума Академии наук Республики Таджикистан (1994—2001), награждён орденом Октябрьской Революции (1976), двумя орденами Трудового Красного Знамени (1971, 1981), орденом «Знак Почёта» (1965), Лауреат Государственной премии имени Абуали ибн-Сино в области науки (1967).

## Биография
Акбар Нусратуллаевич Максумов родился 2 мая 1928 года в Коканде (Ферганский округ, Узбекская ССР). Вскоре после его рождения семья переехала в Душанбе Таджикской ССР, где в 1944 году в возрасте всего 16-ти лет поступил в Таджикский сельскохозяйственный институт, который окончил в 1948 году, получив специальность агронома-полевода. Был направлен на работу в Орджоникидзеабадский район в качестве агронома по техническим культурам районного отдела сельского хозяйства, затем работал участковым МТС им C. Орджоникидзе (Орджоникидзеабад; 1948—1950), а в 1950 году старшим агрономом МТС им. В. П. Чкалова в том же районе. Затем младшим и старшим научным сотрудником, зав. отделом Таджикской государственной селекционно-опытной станции (1951—1956). Зав отделом Таджикского НИИ земледелия АН ТаджССР (1956—1959), зам. директора Таджикского НИИ земледелия АН ТаджССР (1959—1961), директором Таджикского НИИ сельского хозяйства (ТНИИСХ) АН ТаджССР (1961—1962), где он провёл ряд исследований, направленных на решение актуальных вопросов богарного земледелия. 
 В 1957 году А. Н. Максумовым была защищена диссертация на соискание учёной степени кандидата сельскохозяйственных наук, а в 1959 году ему было присвоено учёное звание старшего научного сотрудника. В этом же году он стал членом КПСС.
В мае 1962 года А. Н. Максумов был избран член-корреспондентом и членом Президиума АН ТаджССР и до 1965 года занимал должность Главного учёного секретаря Президиума Академии наук Таджикской ССР:

«К началу 60-х гг. Максумов завоевал безусловный научный авторитет в своей области и крупного организатора науки. На тот период времени высшей формой признания его в первом качестве было избрание в члены-корреспонденты АН Таджикской ССР, а во втором — избрание членом Президиума Академии наук и её главным ученым секретарём. Произошло всё это в 1962 г., всего лишь через одиннадцать лет после прихода в науку».

За развитие исследований, активную работу по организации сельскохозяйственной науки в Таджикистане А. Н. Максумову в 1964 г. было присвоено почётное звание «Заслуженный деятель науки Таджикской ССР».
 В 1965 году А. Н. Максумов успешно защищает диссертацию на соискание учёной степени доктора сельскохозяйственных наук. В возрасте 37 лет его назначают министром сельского хозяйства Таджикской ССР: 

В Министерство А. Максумов пришёл с тремя крупными проектами: 1 — проект введения в производственный оборот возможно больших площадей под богарное земледелие. Перевод на них культур, под возделывание которых раньше отводились орошаемые земли, позволял расширить посевы хлопка. 2 — проект круглогодичного использования орошаемых земель, отводимых под производство хлопка, суть проекта заключалась в использовании посевов промежуточных культур, которые позволяли, во-первых, устранить те негативные явления в хлопководстве, которые были ими перечислены, и, во-вторых, стать дополнительным источником кормов для животноводства, испытывавшего острый их дефицит. 3 — проект поднятия экономики хозяйств горных районов за счёт внедрения новых культур, в частности, развития табаководства. Все действия и шаги, необходимые для реализации этих проектов, были тщательно, до деталей, просчитаны Максумовым А. Н. за предшествующие 14 лет интенсивной научной и научно-прикладной работы. 
В 1965 г. завершилась публикация его фундаментальной двухтомной работы «Основы богарного земледелия в Таджикистане», за которую в 1967 г. ему была присуждена только что учреждённая Государственная премия Таджикской ССР имени Абуали ибн-Сино в области науки и техники.
 В 1968 году А. Н. Максумов был избран академиком АН Таджикской ССР, членом-корреспондентом ВАСХНИЛ (1967), академиком ВАСХНИЛ (1991).
В апреле 1971 года он был избран Вице-президентом АН Таджикской ССР, заместитель председателя Совета Министров Таджикской ССР (1975—1986), первый зам. председателя Совета Министров Таджикской ССР — председатель Государственного агропромышленного комитета Таджикской ССР (1986—1988). Директор Ордена Трудового Красного Знамени Института ботаники АН Таджикской ССР (1988—1991). В 1994 году был избран академиком Таджикской Академии сельскохозяйственных наук. Советник Президиума АН Республики Таджикистан (1994—2001).
Скончался 20 сентября 2001 года в Душанбе (Таджикистан), похоронен там же.

## Общественная работа
- делегат XIV, XV, XVI, XVII, XVIII, XIX и XX съездов Коммунистической партии Таджикистана.
- член Ревизионной комиссии ЦК КП Таджикистана (избирался в состав ревизионной комиссии на XIV и XV съездах Коммунистической партии Таджикистана).
- член ЦК Компартии Таджикистана на XVI, XVII, XVIII, XIX и XX съездах Коммунистической партии Таджикистана
- кандидат в члены бюро ЦК Компартии Таджикистана на XX съезде.
- делегат XXVII съезда КПСС
- депутат Верховного Совета Таджикской ССР VII, VIII, IX, X и XI созывов (Верховным Советом VIII созыва утверждался председателем Комиссии по охране природы)[2][3].

## Награды и звания
- Орден Октябрьской Революции (1976)
- два ордена Трудового Красного Знамени (1971, 1981)
- Орден «Знак Почёта» (1965)
- Медалью «За доблестный труд. В ознаменование 100-летия со дня рождения Владимира Ильича Ленина» (1970)
- Золотая медаль ВДНХ «За успехи в народном хозяйстве СССР» (1976; 1978; 1982)
- Серебряная медаль ВДНХ (1980)
- Звание «Заслуженный деятель науки Таджикской ССР» (1964)
- Лауреат Государственной премии имени Абуали ибн-Сино (1967)
- Орден «Дусти» (1998)

Награждён Почётными грамотами Президиума Верховного Совета Таджикской ССР.

## Семья
- Отец — Максум, Нусратулло (Лутфула́ев; тадж. Нусратулло Лутфуллоев), известный как Нусратулло-Махсум (1881—1937) — советский, таджикский партийный и государственный деятель. Мать — Максум, Халимахон Юлдаш хожи қизи (тадж. Махсумова Халимахон; г.р. 1896 город Коканд — 1979 город Душанбе)

Сестры: Нусратуллоева Хайриниссо (1910—1978), Максумова Хосият (1925—2007) — работала директором пед училища (ныне Педагогический колледж им. Хосият Махсумовой). 

Братья:
- Нусратуллоев Мунаваршо (1911—1998) — работал в селекционной станции Таджикского научно-исследовательского института земледелия.
- Нусратуллоев Анваршо (1918—1941) — служил в красной армии, умер от ран в госпитале г. Энгельс, похоронен там же в братской могиле.
- Максумов, Музафар Нусратуллаевич (1937—2013) — советский таджикский ученый-астрофизик, доктор физико-математических наук, выпускник физического факультета Московского государственного университета (1961), директор Института астрофизики АН РТ (1977—1992), член-корреспондент АН РТ (1993), зав отделом структуры и динамики звёздных систем Института астрофизики АН РТ (1970—2010).

Жена: Максумова урождённая Хамидова Раиса Рашидовна (р. 1935) — бывшая учительница математики средней школы № 10 г. Душанбе.

Дочери Матлюба (р. 1957) и Фируза (р. 1971). Сыновья Азим (р. 1958) и Ахрор (1960). Внуки: Умеда, Шараф, Фарход, Фахриддин, Насиба, Сабохат, Гулнора, Адолат, Назокат, Хасан и Хусейн.

Двоюродные брятъя - Мир-Акилов Тимур Мир-Захидович - Доктор экономических наук, Профессор, Выпускник МГУ; Атабаев Низам Ульмасович - Ветеран, Участник второй мировой войны, Выпускник Московского художественного института.

## Память
- Документальный фильм «Ватан ва фарзандон» (2002 видеоматериал 1 видеоматериал 2).
- Научная сессия АН РТ, посвящённая 80-летию со дня рождения академика Акбара Нусратуллаевича Махсумова ИА «ХОВАР»
- ПАМЯТИ ТАДЖИКСКОГО УЧЁНОГО ПОСВЯЩАЕТСЯ. Министерство сельского хозяйства РТ торжественное собрание по случаю 85-летия со дня рождения учёного — селекционера Максумова А. Н. Agroinform.tj
- МАКСУМОВ Акбар Нусратуллаевич. Годы жизни 02.05.1928-20.09.2001. Академик ВАСХНИЛ (1991). Видный ученый в области общего земледелия ВУЗ России EduRUS.ru
- Имя академика А. Н. Махсумова носит улица в Душанбе Vecherka.tj

## Избранные сочинения
- Максумов А. Н. 1 Агроэкологические особенности богарного земледелия Таджикистана и смежных областей Средней Азии // Основные проблемы богарного земледелия Таджикистана / Под ред. д-ра с.-х. наук Л. П. Синьковского; АН ТаджССР. Таджикский научно-исслед. институт сел. хозяйства. — Душанбе: Академия наук Таджикской ССР, 1964. — Т. 1. — 257 с. — 1600 экз.
- Максумов А. Н. 2 Результаты разработки агрокомплексов и системы ведения богарного земледелия в Таджикистане // Основные проблемы богарного земледелия Таджикистана / Под ред. д-ра с.-х. наук Л. П. Синьковского; АН ТаджССР. Таджикский научно-исслед. институт сел. хозяйства. — Душанбе: Академия наук Таджикской ССР, 1965. — Т. 2. — 452 с. — 2000 экз.
- Максумов А. Н. Дэн Сяопин — человек XX столетия (штрихи к политическому портрету) / С. Ш. Мирзошоев. — Душанбе: Ирфон, 1999. — 76 с. — 1000 экз. — ISBN 5-667-00097-5. (Посвящаю 50-летию провозглашения Китайской Народной Республики)